# Ko Ah-seong
Ko Ah-seong (* 10. August 1992 in Seoul) ist eine südkoreanische Schauspielerin, die vor allem durch ihre Rolle in The Host bekannt ist, dem lange Zeit erfolgreichsten südkoreanischen Film. Für ihre Rolle der Park Hyun-seo wurde sie 2006 mit dem Blue Dragon Award in der Kategorie beste Nachwuchsdarstellerin bedacht. Aktuell studiert sie Psychologie an der Sungkyunkwan University. (Stand 2016)
2019 verkörperte sie in Jo Min-hos Filmbiografie A Resistance (항거: 유관순 이야기 Hanggeo: Ryu Gwansun Iyagi) die koreanische Freiheitskämpferin Ryu Gwansun.

## Filmografie
- 2006: The Host (괴물)
- 2007: The Happy Life (즐거운 인생)
- 2008: Radio Dayz (라듸오 데이즈)
- 2009: After Banquet (결혼식 후에 Gyeolhonsik Hue)
- 2009: Ein ganz neues Leben (여행자 Yeohaengja, fr. Une vie toute neuve)
- 2011: Duet (듀엣)
- 2013: Snowpiercer (설국열차 Seolgukyeolcha)
- 2014: Thread of Lies (우아한 거짓말 Uahan Geojitmal)
- 2015: Office (오피스)
- 2015: The Beauty Inside (뷰티 인사이드)
- 2015: Right Now, Wrong Then (지금은맞고그때는틀리다 Jigeumeun Matgo Geuttaeneun Teullida)
- 2016: Oppa Saenggak (오빠 생각)
- 2019: A Resistance

### Fernsehdramen
- 2004: Ullabulla Beullu-jjang (울라불라 블루짱)
- 2005: Sad Love Story (슬픈연가 Seulpeun Yeonga)
- 2005: Beating Heart (떨리는 가슴 Tteollineun Gaseum})
- 2010: Master of Study (공부의 신 Gongbu-ui Sin)
- 2015: Heard It Through the Grapevine (풍문으로 들었소 Pungmun-euro Deureotso)

## Auszeichnungen
2006
- Blue Dragon Award: beste Nachwuchsdarstellerin für The Host
- Director’s Cut Awards: Best Darsteller (gesamte Besetzung) für The Host

2014
- Jeonju International Film Festival: Moët Rising Star Award

2015
- Paeksang Arts Award: Beste neue Schauspielerin (TV) für Heard It Through the Grapevine
- Fantastic Film Festival of the University of Málaga: Beste Schauspielerin für Office[3]